# Phygadeuon stilpninus
Phygadeuon stilpninus är en stekelart som beskrevs av Thomson 1888. Phygadeuon stilpninus ingår i släktet Phygadeuon och familjen brokparasitsteklar. Arten är reproducerande i Sverige. Inga underarter finns listade i Catalogue of Life.